# شاه کیخسرو باوندی
شاه کیخسرو یکی از اسپهبدان خاندان باوندیان از ۱۳۱۰ تا ۱۳۲۸ میلادی بود. او برادر و جانشین شهریار پنجم شد.

## زندگی‌نامه
پس از مرگ شهریار پنجم در ۱۳۱۰ میلادی، بین برادران او، کیخسرو و شمس‌الملوک محمد اختلاف بر سر جانشینی به وجود آمد. کیخسرو در این میان با حمایت ایلخانان مغول کوتلوشاه رقیب را برانداخت و به اسپهبدی رسید. شمس‌الملوک سعی کرد مجدداً به حکومت دست یابد ولی شاه کیخسرو او را به قتل رساند.
کوتلوشاه پس از آن به شاه کیخسرو حمله کرده و آمل را فتح‌کرد. شاه کیخسرو همراه با اهل بیت خود آمل را ترک کرده و نزد پادوسپانیان، نصیرالدین شهریار، پناهنده شد ولی موفق به بازگشت به مقام خود نگردید. مجدداً در تلاشی به تالش چوبانی، امیر خراسان، در ۱۳۱۷, پناه برد و با کمک او به قدرت رسید. او در سال ۱۳۲۸ درگذشت و شرف‌الملوک باوندی جانشینش‌شد.